# Eliseu Amatúnio
Eliseu Amatúnio (em latim: Elisaeus; em grego: Ἐλισσαῖος; romaniz.: Elissaios; em armênio: Եղիշե; romaniz.: Ełišē) foi um nobre armênio (nacarar) do século V, membro da família Amatúnio, ativo no reinado do xainxá Isdigerdes II (r. 438–457).

## Contexto

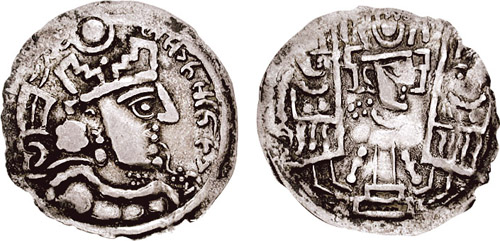
Dracma de r.

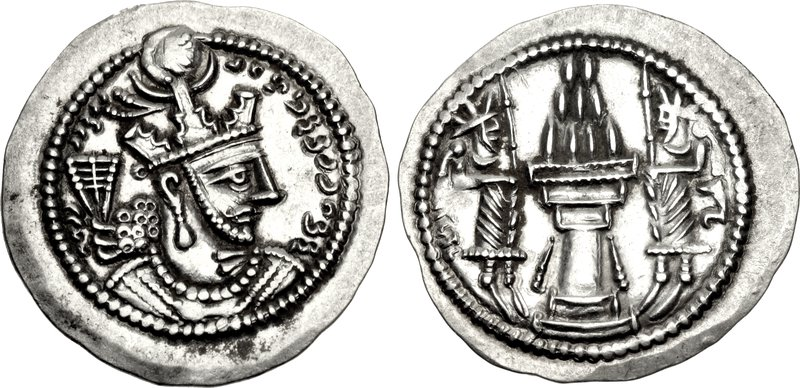
Dracma de r.

Em 428, os nacarares da Armênia peticionaram ao xainxá Vararanes V (r. 420–438) para que destronasse o rei Artaxias IV (r. 422–428) e abolisse a dinastia arsácida. Para governar o país, Vemir-Sapor foi nomeado como marzobã e Vaanes II foi designado à tenência real. Vemir-Sapor morreu em 442, após uma administração considerada justa e liberal, na qual conseguiu manter a ordem sem ferir o sentimento nacional de frente. Vasaces I substituiu-o como marzobã. Vararanes permitiu a manutenção do cristianismo, enquanto procurava acabar com a influência do Império Bizantino sobre a Igreja da Armênia ao anexá-la à Igreja do Oriente. Contudo, seu filho e sucessor, Isdigerdes II (r. 438–457), era um pietista masdeísta e se comprometeu a impor o masdeísmo na Armênia, exigindo que a nobreza apostatasse e fundando templos de fogo sobre igrejas.

## Vida
A parentela de Eliseu é incerta, salvo que pertencia à família Amatúnio e que serviu como bispo. De acordo com Lázaro de Farpe, esteve presente no Concílio de Artaxata convocado pelo católico José I, o marzobã Vasaces Siuni, o asparapetes Vardanes II e o vitaxa da Marca da Ibéria Axuxa II. A intenção do encontro, ocorrido em 450 segundo Nicholas Adontz, era responder ao edito enviado por Mir-Narses, em nome de Isdigerdes, que exigia que a nobreza se convertesse ao zoroastrismo.